# Physorhinus hoodi
Physorhinus hoodi is een keversoort uit de familie kniptorren (Elateridae). De wetenschappelijke naam van de soort is voor het eerst geldig gepubliceerd in 1953 door Van Dyke.